# Francisco Ovidio Vera Intriago
Francisco Ovidio Vera Intriago (Junín, 7 de octubre de 1942 – Portoviejo, 21 de abril de 2014) conocido como Mons. Paco Vera, fue un sacerdote y obispo ecuatoriano que se desempeñó como Obispo Auxiliar de Portoviejo hasta su fallecimiento en 2014.

## Biografía

### Primeros años y formación
Francisco Ovidio nació el día 7 de octubre de 1942, en Junín, Manabí, Ecuador.
Fue hijo de D. Silvio Vera Loor y Dña. Dolores Intriago Mendoza.
Realizó su formación primaria en Bahía de Caráquez que las culminó en Portoviejo.
Realizó su formación secundaria en el Colegio Nacional "Olmedo" de Portoviejo.
Fue a estudiar Leyes en la PUCE, donde cursó hasta en 2° año.
Inició sus estudios de Filosofía en Cuenca y viajó a Italia a estudiar al Instituto Superior de Teología de San Zenon, de Verona, donde después de 4 años obtuvo las laureas en Teología bíblica.

### Sacerdocio
Terminada su permanencia en Italia llegó a Portoviejo en 1969, donde recibe su ordenación de Sub Diácono y de Diácono.
Su ordenación sacerdotal fue el 28 de junio de 1970, para la por entonces diócesis de Portoviejo, a manos del por entonces obispo diocesano, Luis Alfredo Carvajal Rosales.
Como sacerdote desempeñó los siguientes ministerios:
- Vicario oarroquial en la Merced, Portoviejo (1970 – 1971).
- Párroco de la Merced de Portoviejo (1971 – 1989).
- Presidente del Departamento de Organizaciones y Ministerios Laicales de la CEE.
- Vicario general (1985 – 2007).

## Episcopado

### Obispo auxiliar de Portoviejo

#### Nombramiento
El 16 de diciembre de 1992, el papa Juan Pablo II lo nombró 2.º obispo titular de Autenti y Obispo Auxiliar de Portoviejo.

#### Ordenación episcopal
Fue consagrado el 2 de febrero de 1993, a manos del por entonces Obispo de Portoviejo, Mario Ruiz Navas. 
Sus co-consagradores fueron el por entonces Obispo Emérito de Portoviejo, Luis Alfredo Carvajal y el por entonces obispo de Riobamba, Víctor Corral Mantilla.

#### Cargo como obispo auxiliar
- Párroco de Sagrado Corazón de Jesús en Portoviejo (2007 – 2014).
- Vicario general para la pastoral Urbana (2007 – 2014).

## Fallecimiento
El 21 de abril de 2014, a las 14 p. m. cuando era obispo auxiliar de Portoviejo, falleció en el hospital de SOLCA de Portoviejo, debido a una insuficiencia renal.
La misa fúnebre tuvo lugar el 23 de abril a las 10 a. m. en la Catedral Metropolitana de Portoviejo.
Fue enterrado en la cripta de los obispos de la Catedral Metropolitana de Portoviejo.